# Vopnafjarðarhreppur
Vopnafjarðarhreppur – gmina w północno-wschodniej Islandii, w regionie Austurland, położona nad fiordem Vopnafjörður,. Gmina zajmuje powierzchnię blisko 2 tys. km². Zamieszkuje ją blisko 700 mieszkańców (w 1997 r. zamieszkiwało w niej jeszcze 847 mieszk.), z tego większość w siedzibie gminy Vopnafjörður (526 mieszk. w 2018 r.). Atrakcją turystyczną gminy jest skansen Bustarfell.

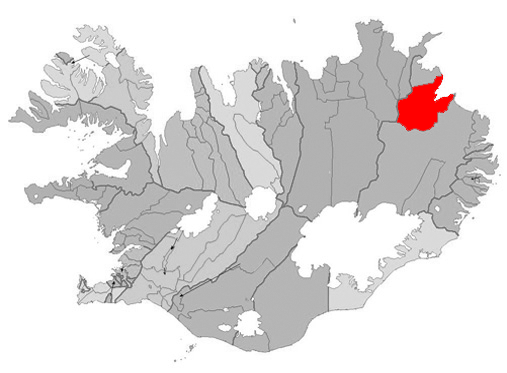
Położenie gminy Vopnafjarðarhreppur na mapie administracyjnej kraju

Z drogą krajową nr 1 łączy ją droga nr 85, przy której leży Vopnafjörður. W pobliżu Vopnafjörður znajduje się port lotniczy Vopnafjörður z połączeniami lotniczymi do Akureyri i Þórshöfn.